# Кленовський
Кленовський (рос. Клёновский) — селище в Дятьковському районі Брянської області Російської Федерації.
Населення становить 0 осіб. Входить до складу муніципального утворення Старське міське поселення.

## Історія
Від 2005 року входить до складу муніципального утворення Старське міське поселення.

## Населення
| 2010 | 2013 | 2014 | 2015 | 2016 | 2017 |
| ---- | ---- | ---- | ---- | ---- | ---- |
| 25   | ↘18  | ↘17  | →17  | ↘16  | ↘12  |